# ارمیاس مشبک
ارمیاس مشبک (نام علمی: Eremias grammica) (که معمولاً به عنوان تیزروی مشبک شناخته می‌شود)، گونه‌ای سوسمار است که در قزاقستان، ترکمنستان، تاجیکستان، ازبکستان، ایران، افغانستان، قرقیزستان و چین یافت می‌شود.